# 太武之春广播电台
太武之春广播电台，英文名yesradio，是中华民国福建省金门县的一家调频广播电台，开播于2002年9月29日。频率为92.9，其信号覆盖金门县全境以及邻近的厦门、泉州、漳州地区，因此该台在厦漳泉也拥有许多忠实听众，具有一定的影响力。值得一提的是，金马之声广播电台（FM91.7）与太武之春在同一栋办公楼播音。

## 频率
太武之春广播电台使用频率92.9，在太武山顶的广播电视站发射，功率0.25kW。

## DJ
- 丁小东[3]